# Huy chương Gilbert Morgan Smith
Huy chương Gilbert Morgan Smith là một giải thưởng của Viện hàn lâm Khoa học quốc gia Hoa Kỳ dành cho "công trình nghiên cứu tảo biển và tảo nước ngọt xuất sắc đã được công bố".
Huy chương này được trao hàng năm, bắt đầu từ năm 1979.

## Các người đoạt Huy chương
- 2012: John B. Waterbury
- 2009: Arthur R. Grossman
- 2006: Sabeeha Merchant
- 2003: Sarah P. Gibbs
- 2000: Shirley W. Jeffrey
- 1997: Isabella A. Abbott
- 1994: Elisabeth Gantt
- 1991: Jean-David Rochaix
- 1988: Ruth Sager
- 1985: Richard C. Starr
- 1982: Luigi Provasoli
- 1979: William R. Taylor